# 1,3-Dimethyl-2-imidazolidinon
1,3-Dimethyl-2-imidazolidinon (DMEU) ist ein cyclischer Harnstoff mit einem fünfgliedrigen Imidazolidin-Grundgerüst und somit ein Homologes des Dimethylpropylenharnstoffs DMPU. Als hochsiedendes und stark polares aprotisches Lösungsmittel mit hoher chemischer und thermischer Stabilität eignet sich DMEU als Reaktionsmedium für Umsetzungen bei Temperaturen über 180 °C. N,N′-Dimethylethylenharnstoff ist mit praktisch allen organischen Lösungsmitteln mischbar und löst auf Grund seines hohen Dipolmoments und seiner hohen Dielektrizitätskonstante viele organische und anorganische Verbindungen. Es ist daher auch ein brauchbarer Ersatz für das  carcinogene Lösungsmittel Hexamethylphosphorsäuretriamid HMPT.

## Vorkommen und Darstellung
1,3-Dimethyl-2-imidazolidinon wird industriell durch Reaktion von Phosgen mit N,N′-Dimethylethylendiamin DMEDA hergestellt.
Bei optimierter Prozessführung  – pH-Kontrolle (pH 7,3), Steuerung der Temperatur und Zugabe der Reaktanden – kann DMEU in 99,5 % Reinheit und 92,1 % Ausbeute erhalten werden.
Unter Vermeidung des toxischen Phosgens ist 1,3-Dimethyl-2-imidazolidinon auch mit Kohlendioxid CO2 oder Harnstoff als Quelle für die Carbonylgruppe in guter Ausbeute und hoher Reinheit zugänglich.
Die thermische Zersetzung des im kontinuierlichen Prozess nicht isolierten Zwischenprodukts mit zwei Harnstoff-Gruppen findet in 1,3-Dimethyl-2-imidazolidinon als hochsiedendes Lösungsmittel statt und liefert DMEU in sehr hoher Reinheit (>99,9 %) und sehr guter Ausbeute (98 %).
Die Reinheit des erhaltenen DMEU ist stark von der Reinheit des eingesetzten DMEDA abhängig, das oft Nebenprodukte mit sehr ähnlichen Siedepunkten enthält.
In neuerer Zeit wurde 1,3-Dimethyl-2-imidazolidinon als „Senke für das Klimagas CO2“ diskutiert. Überkritisches Kohlenstoffdioxid scCO2 reagiert mit N,N′-Dimethylethylendiamin in Gegenwart von mesoporösen Silikaten vom MCM-41-Typ bei 300 °C und 16 MPa Druck in einem kontinuierlichen Prozess quantitativ zu DMEU.
Die erforderlichen Reaktionsbedingungen erscheinen jedoch für einen „grünen Prozess“ ungeeignet.

## Eigenschaften
1,3-Dimethyl-2-imidazolidinon ist eine klare, farblose Flüssigkeit mit charakteristischem scharfem Geruch, die sich mit Wasser und vielen organischen Lösungsmitteln mischt. Die Verbindung ist hygroskopisch und besitzt einen breiten Flüssigkeitsbereich von über 200 °C. Sie ist auch bei erhöhten Temperaturen stabil gegenüber Säuren und Basen. Ihr hohes Dipolmoment (4,05–4,09 D) und ihre große Dielektrizitätskonstante (37,60 F·m−1) erleichtern die Solvatisierung von Kationen, wodurch anionische nucleophile Reaktionen beschleunigt werden.
Wegen seiner günstigen Eigenschaften, z. B. geringe Hautreizung und niedrige Toxizität, wurde DMEU als Ersatz für problematische und thermisch instabile Lösungsmittel, wie z. B. Dimethylformamid DMF oder Dimethylsulfoxid DMSO vorgeschlagen. Allerdings wird DMEU in einer Vergleichsstudie unterschiedlichster Lösungsmitteln neben Acetonitril, DMSO und 2-Methyltetrahydrofuran ebenfalls als „problematic“ eingestuft.

## Anwendungen

### DMEU als Lösungsmittel
Das gegen Säuren und Basen auch bei hohen Temperaturen stabile 1,3-Dimethyl-2-imidazolidinon eignet sich als Lösungsmittel für Alkalien, die im Gemisch mit oberflächenaktiven Stoffen und Alkoholen gute Reinigungsmittel für Metall- und Glasoberflächen sind.
Mit Farbstoffen und Pigmenten bildet DMEU stabile Lösungen bzw. Dispersionen, die Lagerungsstabilität  und Anwendungseigenschaften der Zubereitungen verbessern.
Für das Ätzen von Polytetrafluorethylenoberflächen zur besseren Benetzung durch Klebstoffe oder zur Verbindung mit Metalloberflächen eignet sich eine Lösung von Naphthalin-Natrium in 1,3-Dimethyl-2-imidazolidinon.
Wie andere flüssigen Amide, z. B. DMF, NMP oder DMPU, kann DMEU als Abbeizmittel (Stripper), typischerweise mit anderen polaren Lösungsmitteln und Aminen, wie z. B. Diglycolamin HO-(CH2)2-O-(CH2)2-NH2, für Photoresists eingesetzt werden.
1,3-Dimethyl-2-imidazolidinon wird anstelle des toxischen Sulfolans als Extraktionsmittel für das Aromatengemisch BTEX in Erdölraffinerien vorgeschlagen.

### DMEU als Reaktionsmedium
Unlängst wurde die Synthese von Essigsäure durch Methanol-Hydrocarboxylierung mit CO2 und Wasserstoff H2 bei 200 °C in 1,3-Dimethyl-2-imidazolidinon als Lösungsmittel  mit einem Ruthenium-Rhodium-Katalysatorengemisch, Imidazol als Ligand und Lithiumiodid LiI als Promotor berichtet.
Mit einer TOF von maximal 30,8 h−1, einer TON von 1022 nach fünf Zyklen, einer Essigsäureausbeute von 70 % nach 12 Stunden bei 200 °C und dem Einsatz der teuren Katalysatoren Trirutheniumdodecacarbonyl Ru3(CO)12 und Rhodium(II)-acetat Rh2(OAc)4 erreicht die Effizienz dieses Verfahrens bei weitem noch nicht die des im industriellen Großmaßstab genutzten Cativa-Prozesses für Essigsäure (Carbonylierung von Methanol).
3-Phenoxybenzylalkohol, eine wichtige Vorstufe für die Insektizidklasse der Pyrethroide, kann durch Ullmann-Reaktion von 3-Hydroxybenzylalkohol mit Chlorbenzol in 1,3-Dimethyl-2-imidazolidinon in Gegenwart von Kaliumcarbonat und katalytischen Mengen von 8-Hydroxychinolin und Kupfer(I)-chlorid CuCl in 88 %iger Ausbeute erhalten werden, während unter gleichen Reaktionsbedingungen in DMF nur 21 % und in DMSO 58 % erreicht werden.
Der Halogenaustausch als nucleophile aromatische Substitutionen an elektronenarmen Aromaten, wie z. B. an 4-Chlorbenzonitril, gelingt mit Kaliumfluorid KF in DMEU bei 290 °C in einem druckfesten Reaktor in 91 %iger Ausbeute zu 4-Fluorbenzonitril.
Die bereits 1897 beschriebene oxidative Dimerisierung der 2-Methyl-5-nitrobenzolsulfonsäure (Vorstufe für Azofarbstoffe) zur entsprechenden Stilben-Verbindung (Vorstufe für den optischen Aufheller 4,4′-Diaminostilben-2,2′-disulfonsäure) lässt sich effizient mit Natriumhydroxid in DMEU durchführen (Ausbeute 90 %).
Klaus Praefcke und Mitarbeiter synthetisierten eine große Anzahl flüssigkristalliner Triphenylenderivate auf Thioetherbasis in DMEU als Lösungsmittel, die kolumnare Mesophasen bilden können.
Die hauptsächlich gegen Osteoporose eingesetzten Bisphosphonate Risedronsäure und Zoledronsäure sind in homogener Lösung in 1,3-Dimethyl-2-imidazolidinon in guten Ausbeuten zugänglich.
Auch Polykondensationreaktionen können in DMEU bzw. in DMEU-haltigen Lösungsmittelgemischen durchgeführt werden, z. B. die Bildung von hochmolekularem Poly(p-phenylensulfidketon) PPSK bei Temperaturen bis 260 °C. Das Polymer ist nur in konzentrierter Schwefelsäure löslich und auch bei Temperaturen von 300 °C stabil.
Die Reaktion von aromatischen Dicarbonsäuren, wie z. B. Terephthalsäure mit einem Diisocyanat in DMEU als Lösungsmittel in Gegenwart von Kaliumfluorid oder der Hünig-Base DIPEA führt unter CO2-Abspaltung zu Polyamiden.

## Externe Links zu erwähnten Verbindungen
1. ↑  Externe Identifikatoren von bzw. Datenbank-Links zu Imidazolidin:  CAS-Nr.: 504-74-5, PubChem: 449488, ChemSpider: 396007, Wikidata: Q3131185.
2. ↑  Externe Identifikatoren von bzw. Datenbank-Links zu N,N′-Dimethylethylendiamin:  CAS-Nr.: 110-70-3, EG-Nr.: 203-793-3, ECHA-InfoCard: 100.003.450, PubChem: 8070, ChemSpider: 7779, Wikidata: Q27966855.
3. ↑  Externe Identifikatoren von bzw. Datenbank-Links zu 2-Methyl-5-nitrobenzolsulfonsäure:  CAS-Nr.: 121-03-9, EG-Nr.: 204-445-3, ECHA-InfoCard: 100.004.042, PubChem: 8458, ChemSpider: 8147, Wikidata: Q27135631.
4. ↑  Externe Identifikatoren von bzw. Datenbank-Links zu Poly(p-phenylensulfidketon):  CAS-Nr.: 38797-87-4, Wikidata: Q131429739.